# Benátky nad Jizerou
Pour les articles homonymes, voir Benátky.
Benátky nad Jizerou (en allemand : Benatek) est une ville du district de Mladá Boleslav, dans la région de Bohême-Centrale, en Tchéquie. Sa population s'élevait à 7 877 habitants en 2024.

## Géographie
La ville se trouve dans le centre de la région historique de Bohême. Benátky est arrosée par la Jizera, un affluent de l'Elbe, et se trouve à 16 km au sud-sud-est de Mladá Boleslav et à 37 km au nord-est de Prague.
La commune est limitée par Zdětín, Horky nad Jizerou et Brodce au nord, par Luštěnice, Čachovice et Lipník à l'est, par Milovice, Jiřice et Předměřice nad Jizerou au sud, et par Kochánky et Sedlec à l'ouest.

## Histoire
La première mention écrite du village de Obodři date de 1052. Le château de Dražice, situé à deux kilomètres au nord-est, fut construit au milieu du XIIIe siècle. C'est de là que provient Jean IV de Dražice († 1343), évêque de Prague qui vers 1340 y fonda un  monastère des chanoines réguliers de la pénitence des martyrs. L'abbatiale fut consacrée en 1359 ; quelques décennies plus tard, toutefois, le couvent a été détruit pendant les croisades contre les hussites
Avec l'accord du roi de Bohême, l'évêque Jean IV octroya à Benátky le droit de ville. Dans les années 1520, les burgraves de Dohna s'établirent dans ce domaine et firent construire un nouveau château. Après que le royaume de Bohême était devenu partie intégrante de la monarchie de Habsbourg, l'empereur Rodolphe II acquit l'ensemble de la seigneurie en 1599. Il offre à l'astronome danois Tycho Brahe la possibilité de s’installer dans le château où ce dernier travaille en tant que mathématicien impérial de la cour. Vers la fin de la guerre de Trente Ans, en 1647, le général Jean de Werth fut remis en possession de la seigneurie.
Durant la première moitié du XIXe siècle, la propriété est achetée par la famille de Thun und Hohenstein. À son service, le jeune compositeur Bedřich Smetana y travaille en tant que professeur de musique de 1844 à 1847. Le dernier propriétaire comte Kinský vendit en 1920 le château à la commune de Benátky.

## Administration
La commune se compose de cinq sections :
- Benátky nad Jizerou I (Nouveau Benátky)
- Benátky nad Jizerou II (Vieux Benátky)
- Benátky nad Jizerou III (Obodř)
- Dražice
- Kbel

## Galerie

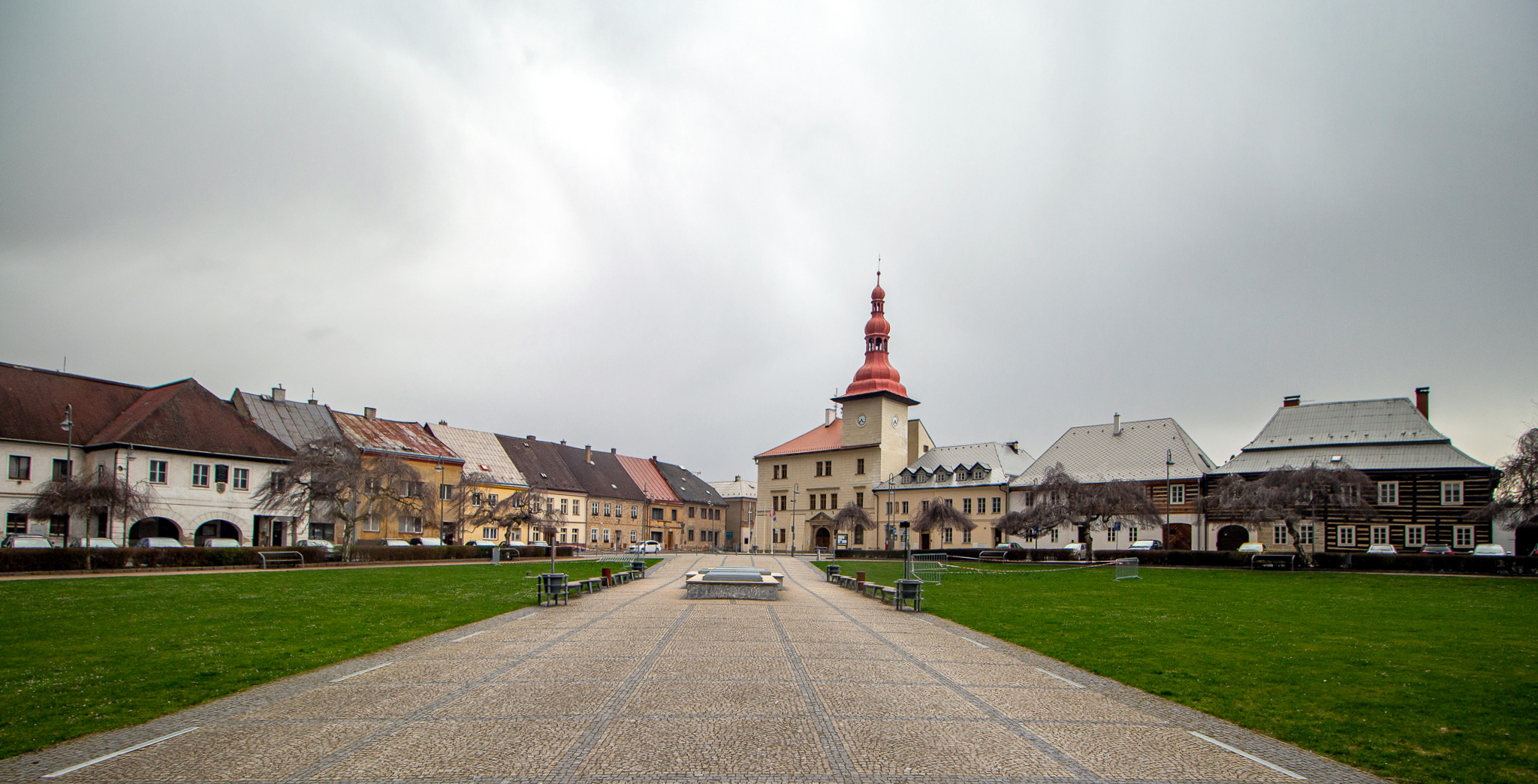
Place centrale.
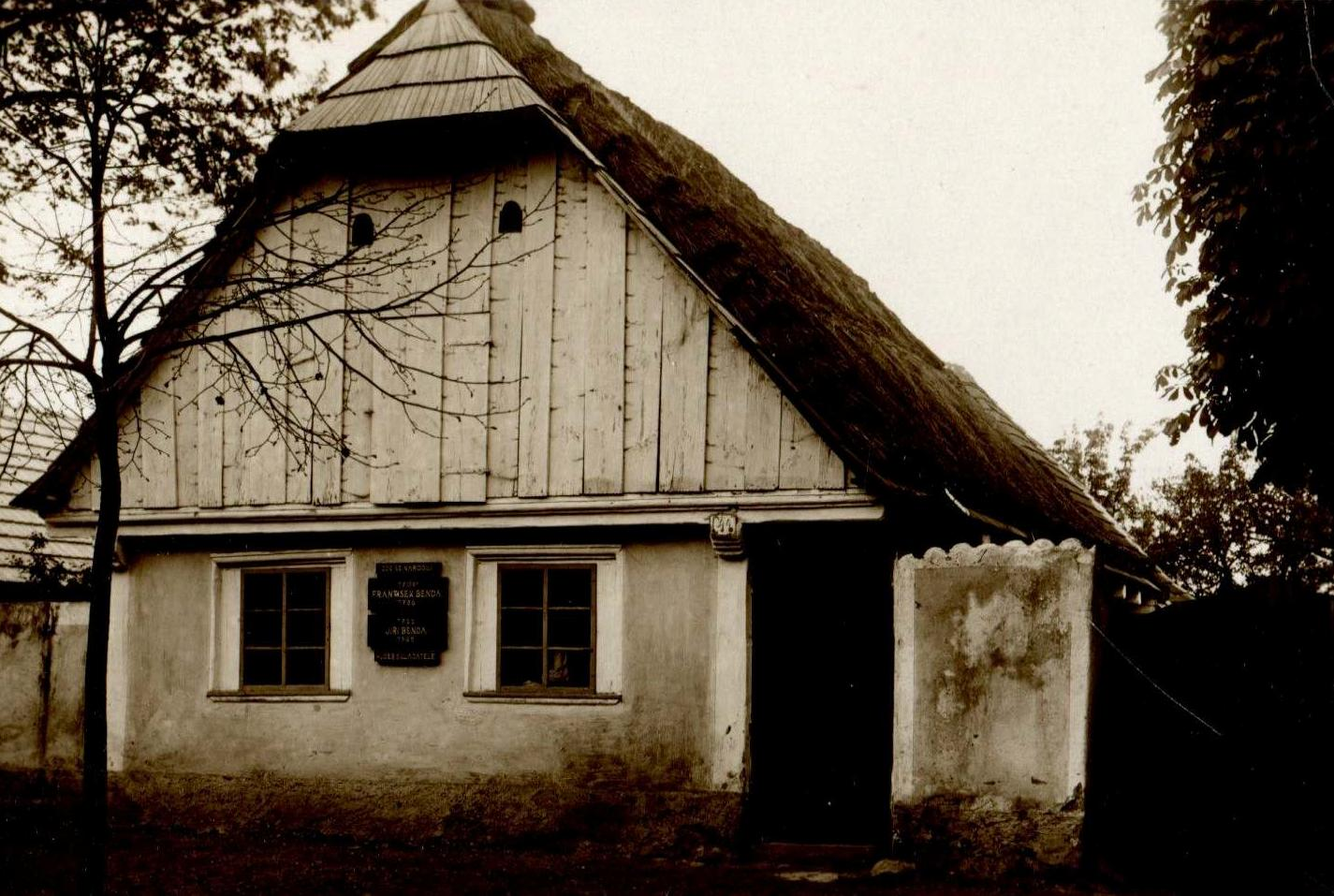
La maison de la famille Benda.

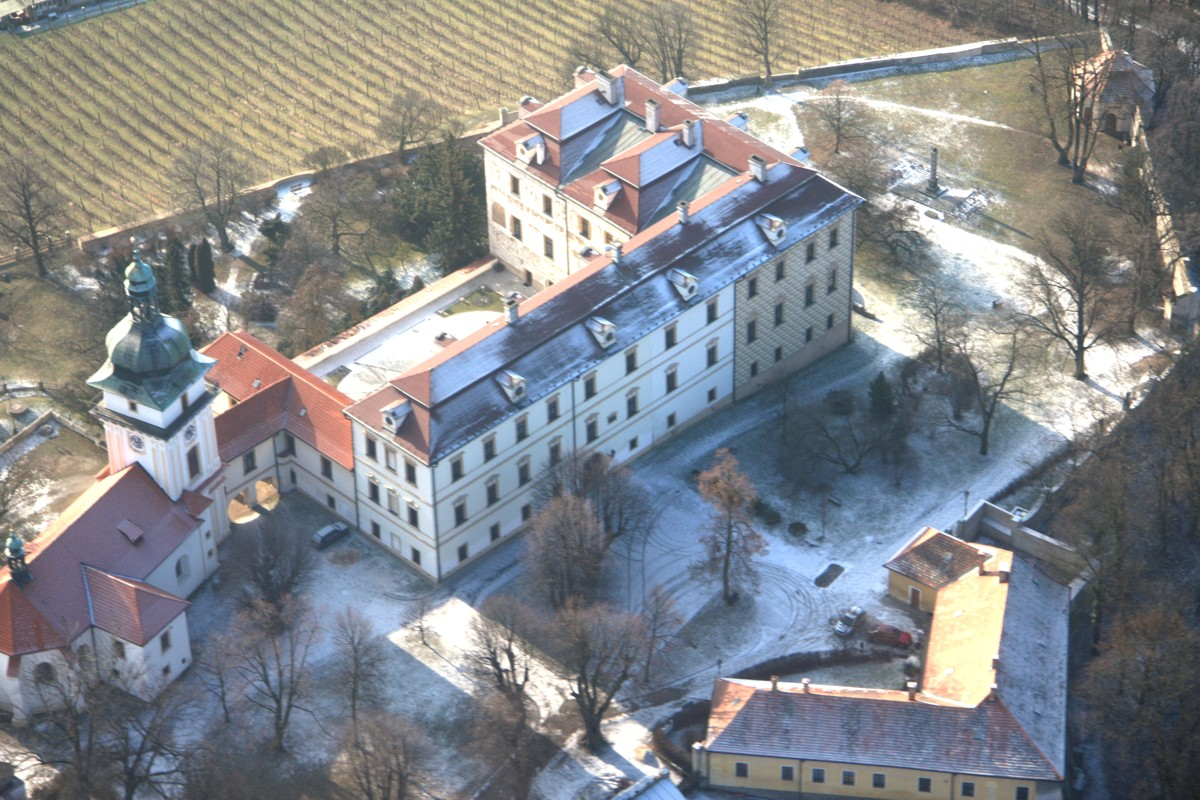
Château de Benátky : vue aérienne.
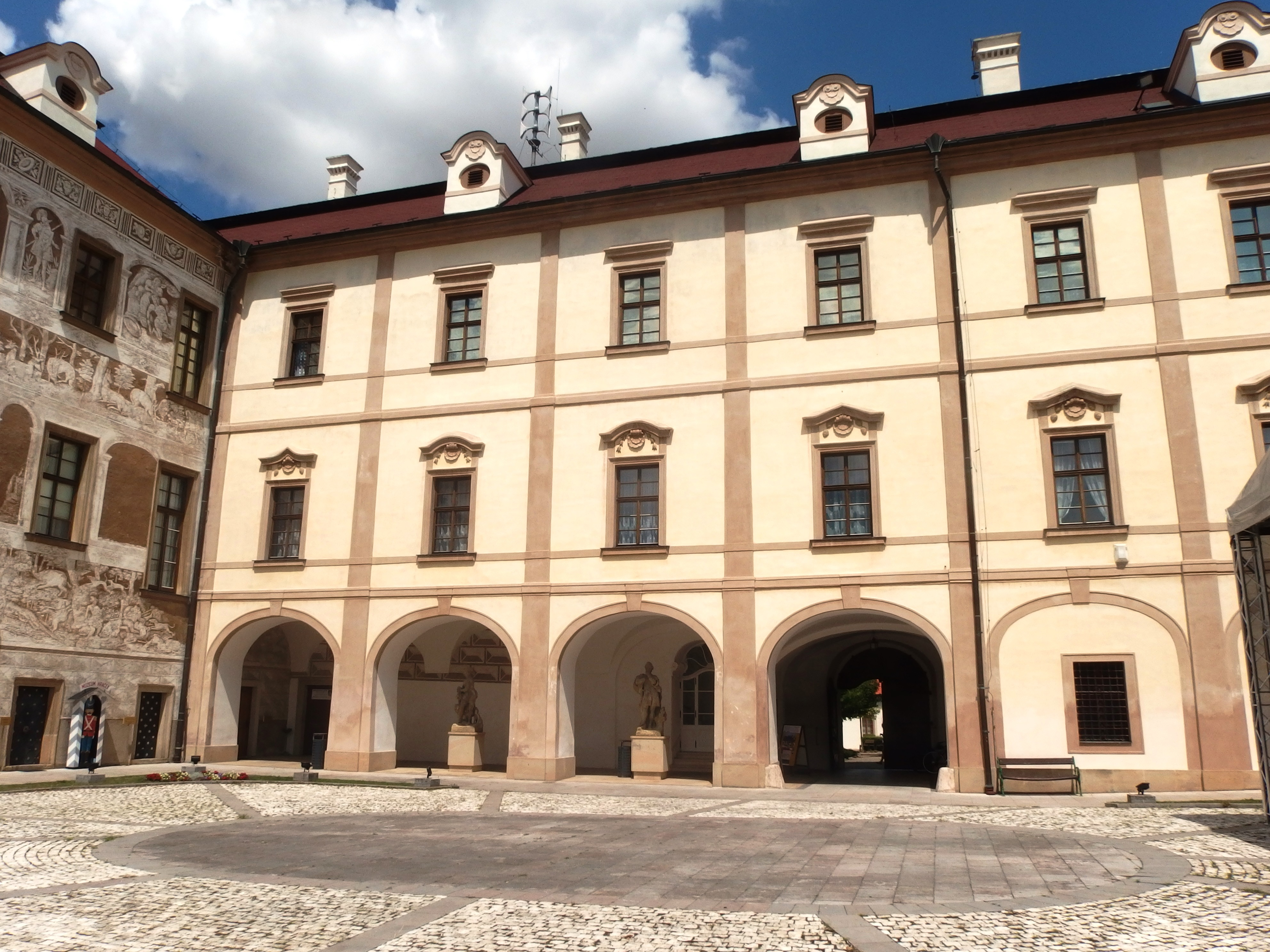
Cour de château.

## Transports
Par la route, Benátky nad Jizerou se trouve à 23 km de Mladá Boleslav et à 43 km du centre de Prague.

## Personnalités
- Tycho Brahe (1546-1601), astronome danois, y séjourne d'août 1599 à juin 1600 ;
- Jean de Werth (1595-1652), mercenaires de la guerre de Trente Ans, y est mort ;
- la famille Benda qui a donné sur plusieurs générations des compositeurs et instrumentistes connus est originaire de Benátky où sont nés les frères :
  - František Benda (1709-1786) ;
  - Jan Jiři Benda (1713-1752) ;
  - Jiří Antonín Benda (1722-1795) ;
  - Josef Benda (1724-1804) ;
- Bedřich Smetana (1824-1884), compositeur, maître de musique chez les Thun und Hohnestein 1844-1847.

## Jumelages
La ville de Benátky nad Jizerou est jumelée avec :
- Roßdorf (Allemagne)
- Reinsdorf (Allemagne)
- Modra (Slovaquie)